# Cerinomyces megalosporus
Cerinomyces megalosporus är en svampart som beskrevs av Duhem 1998. Cerinomyces megalosporus ingår i släktet Cerinomyces och familjen Dacrymycetaceae.   Inga underarter finns listade i Catalogue of Life.